# 父母教育課程
父母教育課程（parent education program）是修正並提昇教養技巧的課程。有些課程是一般性的，針對大部份家長會遇到的問題，有些則是針對子女不同階段所設計，例如嬰兒、幼兒、儿童及青少年等。這些課程也適用於計劃要當父母的人（包括計劃要收養小孩的人，或是已在懷孕中的準媽媽等）。
以下是一些父母教育課程的例子：
- 以個人中心治療為基礎的父母效能訓練（英语：Parent Effectiveness Training）。
- 以個體心理學為基礎的父母效能系統訓練（英语：Systematic Training for Effective Parenting）（STEP）。

## 發展
對於父母的教育和支持，其實一直都存在（例如透過親屬及家庭網路），在1994年的國際家庭年才正式提出需要有父母教育來支持父母的概念。在瞭解父母教育計劃的歷史時，需要強調二個整體性的變化。第一個變化是家庭結構的改變，從大家庭的類型變成核心家庭，甚至因為一些情形（例如衝突、疾病或是天災），變成单亲家庭。第二個變化是因為不同層面社會改變而出現，對家庭的需求，這些變化包括僱傭、收入不平等、疾病的影響，以及現代化的影響，例如物質依賴、科技以及都市化。這些變化說明了父母（或其代理人）需要支持。因為傳統的家庭結構已不存在，出現了對於父母的新挑戰，需要協力幫助父母盡到其職責。

## 外部連結
- The Changing Face of Parenting Education （页面存档备份，存于） - From the ERIC Clearinghouse on Elementary and Early Childhood Education.
- Priceless Parenting （页面存档备份，存于） - an online parenting course which teaches proven techniques for effectively dealing with misbehavior without hitting or yelling.
- Happy Parents Raise Happy Kids （页面存档备份，存于） - a unique parenting course focusing on parents as role models for their children and parenting as a relationship.